# Reinhard Krökel
Reinhard Krökel (* 23. April 1953 in Braunschweig) ist ein deutscher Schauspieler, Autor und Sprecher. Einem breiteren Publikum wurde er durch die Comedy-Fernsehsendung Comedy Factory bekannt.

## Leben
Krökel begann seine Schauspielkarriere in den 1980er Jahren. 1991 gründete er gemeinsam mit Gerd Ekken Gerdes das Comedy-Duo Ekken. Im selben Jahr veröffentlichten sie ein gleichnamiges Album. 1995 schrieb Krökel neue Liedtexte für die Zweitsynchronisation des tschechoslowakischen Animationsfilms Die Erschaffung der Welt. Krökel war auch als Drehbuchautor tätig, unter anderem für die Serie Hubert ohne Staller. Zudem arbeitete er als Synchronsprecher in den Animationsfilmen Der kleene Punker (1992) und Kleines Arschloch (1997). Reinhard Krökel ist verheiratet und lebt in Dömitz.

## Filmografie (Auswahl)
- 1991: Karniggels
- 1993: Wir können auch anders …
- 1993–2001: Evelyn Hamanns Geschichten aus dem Leben
- 1996: Tatort: Mord hinterm Deich
- 1996–1999: Comedy Factory
- 1997: Tatort: Alptraum
- 1998–1999: Die Kinder vom Alstertal
- 2010: Der letzte Patriarch